# Liga LEB Plata 2019-20
La temporada 2019-20 de LEB Plata fue la vigésima temporada de la tercera liga española de baloncesto. Comenzó el 21 de septiembre de 2019 con la primera jornada de la temporada regular y se interrumpió en marzo de 2020 tras la tercera jornada de la segunda fase de la Liga regular, por la Pandemia de Covid-19.

## Cambios de formato
El 8 de junio de 2019, la Asamblea General de la Federación Española de Baloncesto acordó ampliar los playoffs de promoción a ocho equipos, siendo estos del segundo al octavo clasificado del Grupo A1 de la segunda fase y el ganador del Grupo A2.
Además, cada equipo debería mantener en el terreno de juego y durante todo el tiempo de juego al menos un jugador de formación de los que integran el acta del encuentro.

## Equipos

### Promoción y descenso (pretemporada)
Un total de 24 equipos compitieron en la liga, incluidos 15 equipos de la temporada 2018-19, dos descendidos de la LEB Oro 2018-19 y siete ascendidos de la Liga EBA 2018-19. El  Círculo Gijón cambió su plaza con el Grupo Eleyco Baskonia B, el JAFEP Fundación Globalcaja La Roda la intercambió con el Isover Basket Azuqueca, el Gran Canaria B con el NCS Alcobendas, y finalmente el CB Benicarló y CB Marbella se hicieron con las vacantes de Sáenz Horeca Araberri y Movistar Estudiantes B.
Equipos descendidos de LEB Oro
- CB Prat.
- Barça B.
- Sáenz Horeca Araberri  (no inscrito).[5]

Equipos ascendidos desde Liga EBA
- Ilerdauto Nissan Pardinyes Lleida.
- CAT & REST Intragas-Clima CDP.
- UBU Tizona.
- Enerdrink UDEA Algeciras.
- Gran Canaria B (plaza intercambiada con el NCS Alcobendas).
- CB Marbella (al ocupar vacantes).
- CB Benicarló (al ocupar vacantes).
- NCS Alcobendas  (renunció al ascenso).[6]
- Movistar Estudiantes B  (renunció al ascenso).

Equipos descendidos pero que mantuvieron su plaza en LEB Plata
- Círculo Gijón (al intercambiar la plaza con el Grupo Eleyco Baskonia B).[7]
- JAFEP Fundación Globalcaja La Roda  (al intercambiar la plaza con el Isover Basket Azuqueca).

### Pabellones y ciudades
| Equipo                             | Ciudad                     | Pabellón                            | Capacidad               |
| ---------------------------------- | -------------------------- | ----------------------------------- | ----------------------- |
| Arcos Albacete Basket              | Albacete                   | Pabellón del Parque                 | 1,200                   |
| Barça B                            | San Juan Despí             | Ciutat Esportiva Joan Gamper        | 472                     |
| Basket Navarra                     | Pamplona                   | Polideportivo Arrosadía             | 1,500                   |
| Bàsquet Girona                     | Gerona                     | Pavelló Fontajau                    | 5,500                   |
| Bodegas Rioja Vega                 | Logroño                    | Palacio de los Deportes de La Rioja | 4,500                   |
| CAT&REST Intragas-Clima CDP        | Ponferrada                 | Pabellón Lydia Valentín             | 2,500                   |
| CB Benicarló                       | Benicarló                  | Pavelló Poliesportiu Municipal      | 2,000                   |
| CB Marbella                        | Marbella                   | Pabellón Antonio Serrano Lima       | &&&&&&&&&&&&&&00.&&&&-0 |
| CB Morón                           | Morón de la Frontera       | Pabellón Alameda                    | 600                     |
| CB Prat                            | El Prat de Llobregat       | Pavelló Joan Busquets               | 500                     |
| CB Villarrobledo                   | Villarrobledo              | Pabellón Los Pintores               | &&&&&&&&&&&&&&00.&&&&-0 |
| Círculo Gijón Baloncesto           | Gijón                      | Palacio de Deportes de Gijón        | 5,197                   |
| Enerdrink UDEA Algeciras           | Algeciras                  | Pabellón Ciudad de Algeciras        | 2,300                   |
| Gran Canaria B                     | Las Palmas de Gran Canaria | Pabellón Insular Vega de San José   | 5,200                   |
| Hestia Menorca                     | Mahón                      | Pavelló Menorca                     | 5,115                   |
| Igualitorio Cantabria Estela       | Santander                  | Palacio de Deportes de Santander    | 6,000                   |
| Ilerdauto Nissan Pardinyes Lleida  | Lérida                     | Pavelló Barris Nord                 | 6,100                   |
| Innova Chef                        | Zamora                     | Pabellón Ángel Nieto                | 2,200                   |
| JAFEP Fundación Globalcaja La Roda | La Roda                    | Pabellón Juan José Lozano Jareño    | 500                     |
| Juaristi ISB                       | Azpeitia                   | Polideportivo Municipal de Azpeitia | 1,000                   |
| Real Murcia Baloncesto             | Murcia                     | Pabellón Príncipe de Asturias       | 3,500                   |
| Torrons Vicens CB L'Hospitalet     | Hospitalet de Llobregat    | Nou Pavelló del Centre              | 700                     |
| UBU Tizona                         | Burgos                     | Polideportivo El Plantío            | 2,432                   |
| Zornotza Saskibaloi Taldea         | Amorebieta                 | Polideportivo Larrea                | 600                     |

## Primera fase

### Grupo Este

#### Clasificación
| | Equipo                             | J  | G  | P  | PF   | PC   | Puntos | Racha |
| --- | ---------------------------------- | -- | -- | -- | ---- | ---- | ------ | ----- |
| 1 | Real Murcia Baloncesto             | 22 | 16 | 6  | 1744 | 1589 | 38     | -1    |
| 2 | Bàsquet Girona                     | 22 | 16 | 6  | 1748 | 1567 | 38     | -1    |
| 3 | Hestia Menorca                     | 22 | 14 | 8  | 1723 | 1598 | 36     | +1    |
| 4 | CB Prat                            | 22 | 14 | 8  | 1760 | 1726 | 36     | -2    |
| 5 | Gran Canaria B                     | 22 | 11 | 11 | 1812 | 1789 | 33     | +3    |
| 6 | Barça B                            | 22 | 11 | 11 | 1681 | 1622 | 33     | +1    |
| 7 | Torrons Vicens CB L'Hospitalet     | 22 | 11 | 11 | 1700 | 1712 | 33     | -2    |
| 8 | Arcos Albacete Basket              | 22 | 10 | 12 | 1741 | 1781 | 32     | +2    |
| 9 | Ilerdauto Nissan Pardinyes Lleida  | 22 | 9  | 13 | 1660 | 1732 | 31     | +1    |
| 10 | CB Villarrobledo                   | 22 | 7  | 15 | 1686 | 1767 | 29     | -3    |
| 11 | JAFEP Fundación Globalcaja La Roda | 22 | 7  | 15 | 1541 | 1730 | 29     | -1    |
| 12 | CB Benicarló                       | 22 | 6  | 16 | 1536 | 1719 | 28     | +2    |
| Fuente: Federación Española de Baloncesto: Clasificación de la Liga LEB Plata - Grupo Este; actualización automática |                                    |    |    |    |      |      |        |       |

### Grupo Oeste

#### Clasificación
| | Equipo                       | J  | G  | P  | PF   | PC   | Puntos | Racha |
| --- | ---------------------------- | -- | -- | -- | ---- | ---- | ------ | ----- |
| 1 | UBU Tizona                   | 22 | 15 | 7  | 1750 | 1735 | 37     | +2    |
| 2 | Igualatorio Cantabria Estela | 22 | 13 | 9  | 1656 | 1625 | 35     | +1    |
| 3 | Juaristi ISB                 | 22 | 13 | 9  | 1718 | 1624 | 35     | +1    |
| 4 | Innova Chef                  | 22 | 13 | 9  | 1729 | 1710 | 35     | +5    |
| 5 | CAT&REST Intragas-Clima CDP  | 22 | 12 | 10 | 1708 | 1713 | 34     | -1    |
| 6 | Enerdrink UDEA Algeciras     | 22 | 11 | 11 | 1583 | 1550 | 33     | +3    |
| 7 | CB Marbella                  | 22 | 11 | 11 | 1535 | 1556 | 33     | +6    |
| 8 | Bodegas Rioja Vega           | 22 | 10 | 12 | 1569 | 1591 | 32     | -3    |
| 9 | CB Morón                     | 22 | 10 | 12 | 1652 | 1670 | 32     | -1    |
| 10 | Basket Navarra               | 22 | 9  | 13 | 1714 | 1712 | 31     | -2    |
| 11 | Círculo Gijón Baloncesto     | 22 | 8  | 14 | 1649 | 1737 | 30     | -2    |
| 12 | Zornotza Saskibaloi Taldea   | 22 | 7  | 15 | 1605 | 1645 | 29     | -2    |
| Fuente: Federación Española de Baloncesto: Clasificación de la Liga LEB Plata - Grupo Oeste; actualización automática |                              |    |    |    |      |      |        |       |

## Segunda fase

### Grupo A1

#### Clasificación
| | Equipo                       | J  | G  | P | PF   | PC   | Puntos | Racha |
| --- | ---------------------------- | -- | -- | - | ---- | ---- | ------ | ----- |
| 1 | Real Murcia Baloncesto       | 13 | 11 | 2 | 1039 | 899  | 24     | +3    |
| 2 | Bàsquet Girona               | 13 | 9  | 4 | 973  | 937  | 22     | +5    |
| 3 | UBU Tizona                   | 13 | 9  | 4 | 999  | 991  | 22     | +1    |
| 4 | CB Prat                      | 13 | 9  | 4 | 992  | 987  | 22     | +5    |
| 5 | Enerdrink UDEA Algeciras     | 13 | 7  | 6 | 971  | 924  | 20     | +1    |
| 6 | Igualatorio Cantabria Estela | 13 | 6  | 7 | 960  | 970  | 19     | -3    |
| 7 | Barça B                      | 13 | 5  | 8 | 946  | 952  | 18     | +3    |
| 8 | Gran Canaria B               | 13 | 5  | 8 | 1036 | 1068 | 18     | -3    |
| 9 | Innova Chef                  | 13 | 5  | 8 | 998  | 1036 | 18     | -1    |
| 10 | Hestia Menorca               | 13 | 4  | 9 | 985  | 1015 | 17     | -1    |
| 11 | Juaristi ISB                 | 13 | 4  | 9 | 969  | 1027 | 17     | -2    |
| 12 | CAT&REST Intragas-Clima CDP  | 13 | 4  | 9 | 967  | 1029 | 17     | -5    |
| Fuente: Federación Española de Baloncesto: Clasificación de la Liga LEB Plata - Grupo A1; actualización automática |                              |    |    |   |      |      |        |       |

### Grupo A2

#### Clasificación
| | Equipo                             | J  | G  | P  | PF   | PC   | Puntos | Racha |
| --- | ---------------------------------- | -- | -- | -- | ---- | ---- | ------ | ----- |
| 1 | Ilerdauto Nissan Pardinyes Lleida  | 13 | 10 | 3  | 1060 | 977  | 23     | +6    |
| 2 | Basket Navarra                     | 13 | 8  | 5  | 1045 | 982  | 21     | +1    |
| 3 | Arcos Albacete Basket              | 13 | 8  | 5  | 1047 | 1019 | 21     | -1    |
| 4 | CB Marbella                        | 13 | 8  | 5  | 925  | 924  | 21     | +4    |
| 5 | Torrons Vicens CB L'Hospitalet     | 13 | 7  | 6  | 992  | 974  | 20     | -1    |
| 6 | CB Morón                           | 13 | 7  | 6  | 953  | 970  | 20     | +1    |
| 7 | Bodegas Rioja Vega                 | 13 | 6  | 7  | 884  | 881  | 19     | +1    |
| 8 | Zornotza Saskibaloi Taldea         | 13 | 6  | 7  | 958  | 973  | 19     | +2    |
| 9 | JAFEP Fundación Globalcaja La Roda | 13 | 6  | 7  | 909  | 948  | 19     | -2    |
| 10 | CB Benicarló                       | 13 | 5  | 8  | 906  | 965  | 18     | -2    |
| 11 | Círculo Gijón Baloncesto           | 13 | 4  | 9  | 962  | 979  | 17     | -3    |
| 12 | CB Villarrobledo                   | 13 | 3  | 10 | 995  | 1044 | 16     | -1    |
| Fuente: Federación Española de Baloncesto: Clasificación de la Liga LEB Plata - Grupo A2; actualización automática |                                    |    |    |    |      |      |        |       |

La competición se suspendió en marzo de 2020, tras la tercera jornada de la segunda fase de la Liga regular, por la Pandemia de Covid-19.

## Play-offs de ascenso

### Cuartos de final
| Equipo 1     | Agr. | Equipo 2     | Ida   | Vuelta |
| ------------ | ---- | ------------ | ----- | ------ |
| 1.º Grupo A2 | A    | 2.º Grupo A1 | 9 may | 16 may |
| 8.º Grupo A1 | B    | 3.º Grupo A1 | 9 may | 16 may |
| 7.º Grupo A1 | C    | 4.º Grupo A1 | 9 may | 16 may |
| 6.º Grupo A1 | D    | 5.º Grupo A1 | 9 may | 16 may |

Fuente: FEB

### Semifinales
| Equipo 1   | Agr. | Equipo 2   | Ida    | Vuelta |
| ---------- | ---- | ---------- | ------ | ------ |
| Vencedor A | E    | Vencedor D | 23 may | 30 may |
| Vencedor B | F    | Vencedor C | 23 may | 30 may |

Fuente: FEB

### Ascendidos aLEB Oro
| Bandera de ?        | Bandera de ?        | Bandera de ?        |
| 1.º Grupo A1        | Ganador Semifinal E | Ganador Semifinal F |
| Ascendido: --/--/20 | Ascendido: 30/05/20 | Ascendido: 30/05/20 |

## Postemporada
Ascendieron a LEB Oro:
- Real Murcia Baloncesto.
- Bàsquet Girona.
- UBU Tizona.

Descendieron de LEB Oro:
- No hubo descensos.

Descendieron a Liga EBA:
- No hubo descensos.

Ascendieron desde Liga EBA:
- Aquimisa Carbajosa.
- NCS Alcobendas.
- Melilla Sport Capital Enrique Soler.
- Ibersol CB Tarragona (por la renuncia del  CB Vic - Universitat de Vic).
- Hozono Global Jairis (por la renuncia del   Valencia BC B).
- CB Cornellà (al ocupar vacantes).
- Zentro Basket Madrid (al ocupar vacantes).
- (  Mondragon Unibersitatea,  CB Vic - Universitat de Vic y  Valencia BC B renunciaron al ascenso).[8][9][10]

La LEB Plata se ampliaría a 28 equipos en la siguiente temporada.

## Copa LEB Plata
La Copa LEB Plata se jugó el 28 de diciembre de 2019, con el primer equipo clasificado de cada grupo después del final de la primera mitad de la temporada (jornada 11 de primera fase). El campeón de la copa jugaría los Play-offs de promoción contra el peor calificado si terminaría la liga entre el segundo y el quinto clasificado del Grupo A1 o primero del Grupo A2. El mejor clasificado ejercería de local. En esta edición se clasificaron el Bàsquet Girona (Grupo Este) y el Juaristi ISB (Grupo Oeste), con 9 victorias y 2 derrotas cada uno.

### Equipos clasificados
| Pos. | Grp   | Equipo         | PJ | G | P | GF  | GC  | DG   | Pts |
| ---- | ----- | -------------- | -- | - | - | --- | --- | ---- | --- |
| 1    | Este  | Bàsquet Girona | 11 | 9 | 2 | 885 | 748 | +137 | 20  |
| 2    | Oeste | Juaristi ISB   | 11 | 9 | 2 | 867 | 760 | +107 | 20  |

 Fuente: FEB

### Final
| 28 de diciembre de 2019, 19:00 | Juaristi ISB                                                                 | 74–69                    | Bàsquet Girona                                                                   | |  |
|                                | Parciales: 19–20, 10–17, 18–18, 27–14                                        |                          |                                                                                  | |  |
|                                | Estadísticas Spencer Reaves 21 Ibon Guridi 8 Ibon Guridi 5 Spencer Reaves 15 | Reporte Pts Reb Asts Val | Estadísticas 17 Albert Sàbat 10 Gerard Sevillano 4 Albert Sàbat 11 Màxim Esteban | Pabellón: Polideportivo Municipal de Azpeitia, Azpeitia, Guipúzcoa Asistencia: 1.400 espectadores Árbitros: Héctor Báez Batista Javier Ávila Zurita |  |

## Galardones

### Jugador de la jornada

#### Primera fase
| Jornada | Jugador                   | Equipo                       | Val | Ref    |
| ------- | ------------------------- | ---------------------------- | --- | ------ |
| 1       | Andrew Kelly              | Enerdrink UDEA Algeciras     | 35  | [ 12 ] |
| 2       | Jamal Reynolds            | Círculo Gijón                | 44  | [ 13 ] |
| 3       | Antonio Hester            | Bàsquet Girona               | 39  | [ 14 ] |
| 4       | Andre Norris              | Real Murcia Baloncesto       | 45  | [ 15 ] |
| 5       | Eddy Polanco              | Arcos Albacete Basket        | 44  | [ 16 ] |
| 6       | Víctor Moreno             | Bàsquet Girona (2)           | 33  | [ 17 ] |
| 7       | Spencer Reaves            | Juaristi ISB                 | 31  | [ 18 ] |
| 8       | Ryan Nicholas             | Innova Chef                  | 34  | [ 19 ] |
| 9       | Urko Otegui               | Hestia Menorca               | 39  | [ 20 ] |
| 10      | Ayoze Alonso              | UBU Tizona                   | 35  | [ 21 ] |
| 11      | Eduardo Hernández-Sonseca | Basket Navarra               | 42  | [ 22 ] |
| 12      | Gerard Sevillano          | Bàsquet Girona (3)           | 28  | [ 23 ] |
| 12      | Javi Lucas                | Igualatorio Cantabria Estela | 28  | [ 23 ] |
| 13      | Javier Menéndez           | Círculo Gijón (2)            | 36  | [ 24 ] |
| 14      | Ryam Ekim                 | Arcos Albacete Basket (2)    | 32  | [ 25 ] |
| 15      | Gerard Sevillano (2)      | Bàsquet Girona (4)           | 30  | [ 26 ] |
| 15      | Marcos Portález           | Bodegas Rioja Vega           | 30  | [ 26 ] |

### Quinteto de la jornada
Se indica entre paréntesis la valoración obtenida en dicha jornada. Destacado el MVP de la jornada.
| Jornada | Base                     | Escolta               | Alero                          | Ala-Pívot                | Pívot                          | Ref    |
| ------- | ------------------------ | --------------------- | ------------------------------ | ------------------------ | ------------------------------ | ------ |
| 1       | Tommy Bolte (32)         | Eddy Polanco (21)     | Andrew Kelly (35)              | Kenan Karahodžić (27)    | Scott Plaisance (30)           | [ 12 ] |
| 2       | Carles Marzo (22)        | Gerard Sevillano (33) | Jamal Reynolds (44)            | Alejandro Rodríguez (26) | Javi Lucas (24)                | [ 13 ] |
| 3       | Kevin Navarro (29)       | Eddy Polanco (30)     | Gregorio Adón (32)             | Antonio Hester (39)      | Ryam Ekim (38)                 | [ 14 ] |
| 4       | Lamonte Thomas (30)      | DeAngelo Hailey (31)  | Tylor Cameron (32)             | Andre Norris (45)        | Khalifa Diop (43)              | [ 15 ] |
| 5       | Javier Hernández (32)    | Eddy Polanco (44)     | Sergi Martínez (34)            | Antonio Hester (30)      | Vinicius da Silva (28)         | [ 16 ] |
| 6       | Tommy Bolte (27)         | Víctor Moreno (33)    | Gregorio Adón (32)             | Urko Otegui (30)         | Kenan Karahodžić (27)          | [ 17 ] |
| 7       | Arturo Fernández (27)    | Spencer Reaves (31)   | Erik Kalinicenko (29)          | Clint Robinson (27)      | Antonio Vrankovic (26)         | [ 18 ] |
| 8       | Brancou Badio (24)       | Beau Justice (27)     | Jamal Reynolds (27)            | Andre Norris (33)        | Ryan Nicholas (34)             | [ 19 ] |
| 9       | Andrew Ramírez (21)      | Víctor Moreno (27)    | Gerard Sevillano (22)          | Urko Otegui (39)         | Ryan Nicholas (26)             | [ 20 ] |
| 10      | Ayoze Alonso (35)        | Gerard Sevillano (34) | Sergi Martínez (28)            | Wendell David (31)       | Ryam Ekim (28)                 | [ 21 ] |
| 11      | Albert Sàbat (23)        | DeAngelo Hailey (33)  | Alberto Ruiz de Galarreta (26) | Duby Okeke (34)          | Eduardo Hernández-Sonseca (42) | [ 22 ] |
| 12      | Harold Cazorla (27)      | Jamal Reynolds (26)   | Gerard Sevillano (28)          | Jeff Solarin (26)        | Javi Lucas (28)                | [ 23 ] |
| 13      | Marc Rubín de Celis (24) | Eddy Polanco (32)     | Víctor Moreno (24)             | Javier Menéndez (36)     | Wendell Davis (33)             | [ 24 ] |
| 14      | Lamonte Thomas (24)      | Taevaunn Prince (28)  | Iñaki Narros (26)              | Andrew Kelly (31)        | Ryam Ekim (32)                 | [ 25 ] |
| 15      | Daniel de la Rúa (24)    | Jean Montero (28)     | Gerard Sevillano (30)          | Yevgen Sakhniuk (29)     | Marcos Portález (30)           | [ 26 ] |